# Sven Hammond
Sven Hammond (voorheen Sven Hammond Soul) is een Nederlandse band onder leiding van toetsenist Sven Figee. Figee trad eerder al op met onder meer Anouk en DI-RECT.

## Geschiedenis
Sven Hammond is actief sinds 2006 en maakt rhythm-and-blues-, soul-, rock- en jazzmuziek. De band speelt in jazzclubs, maar was ook te zien in De Wereld Draait Door en op het North Sea Jazz Festival. Het album The Marmalade Sessions uit 2009 werd genomineerd voor een Edison Jazz Award.
De tot dan toe instrumentale band trad daarna op met enkele gastzangers waarvan Ivan Peroti in vaste dienst werd aangenomen; hij maakte zijn officiële debuut op het album The Usual Suspects, daarna volgden IV en Rapture. Tussentijds werd in 2016 het tienjarig jubileum gevierd met een livealbum waaraan diverse gastartiesten meededen zoals gitarist Spike van DI-RECT, organist Robin Piso van DeWolff en zanger Jett Rebel.
In diezelfde periode deed Peroti mee aan The Voice of Holland; hij bereikte er de kwartfinale. In 2018 verliet Peroti de band voor een solocarrière; hij is vervangen door mede-Voice-deelnemer Jared Grant.
Sinds 2021 speelt de band als de Sven Hammond Big Band, een 16-delig orkest in het tv-programma Matthijs gaat door.

## Bezetting
Sven Hammond bestaat uit:
- Sven Figee - Hammondorgel
- Joost Kroon - drums
- Tim Eijmaal - gitaar en zang
- Glenn Gaddum jr. - basgitaar
- Jared Grant - zang

## Voormalig
- Jenny Lane - zang (2012/2013)
- Patt Riley (Patty Lou / Patty Gaddum) - zang (2010/2012)
- Sherry Dyanne - zang (2009/2010)
- Ivan Peroti - zang (2011-2018)

## Foto's

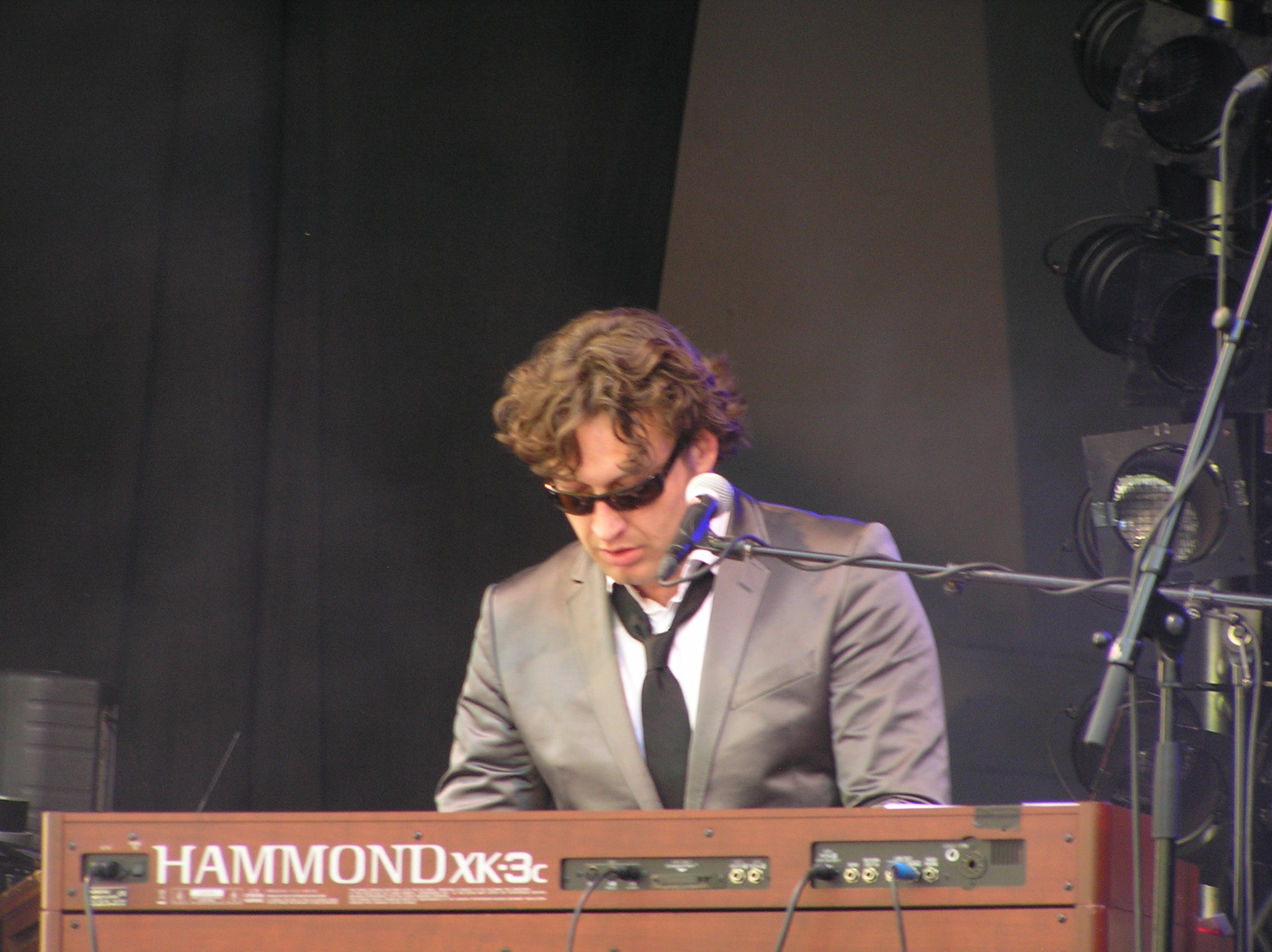
Sven Fingee achter een Hammondorgel.
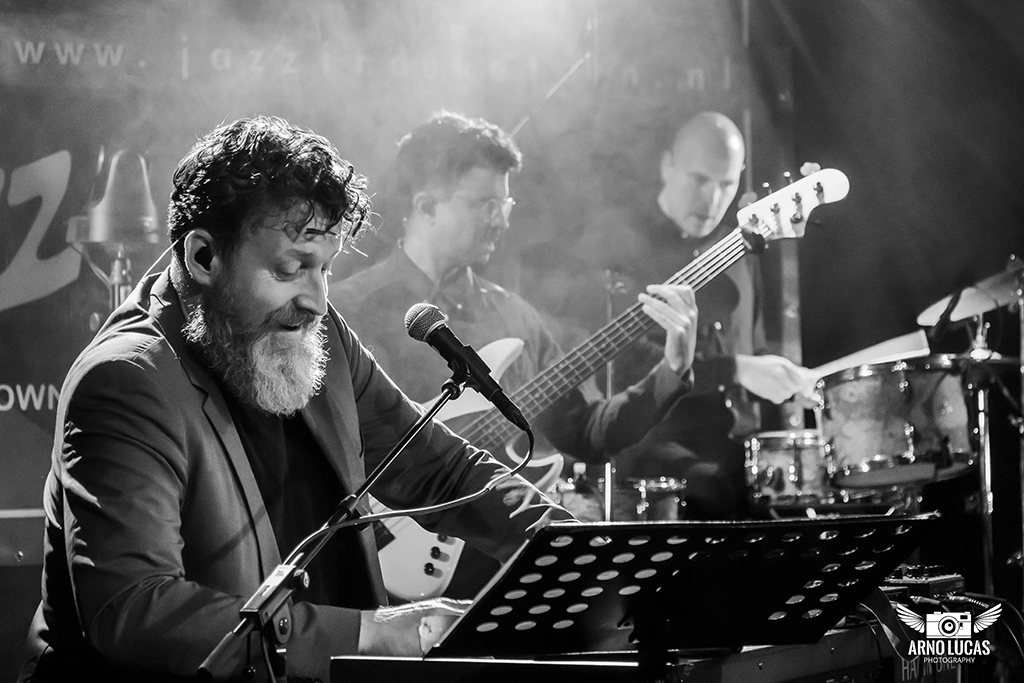
Sven Figee tijdens Jazz in Duketown 2021
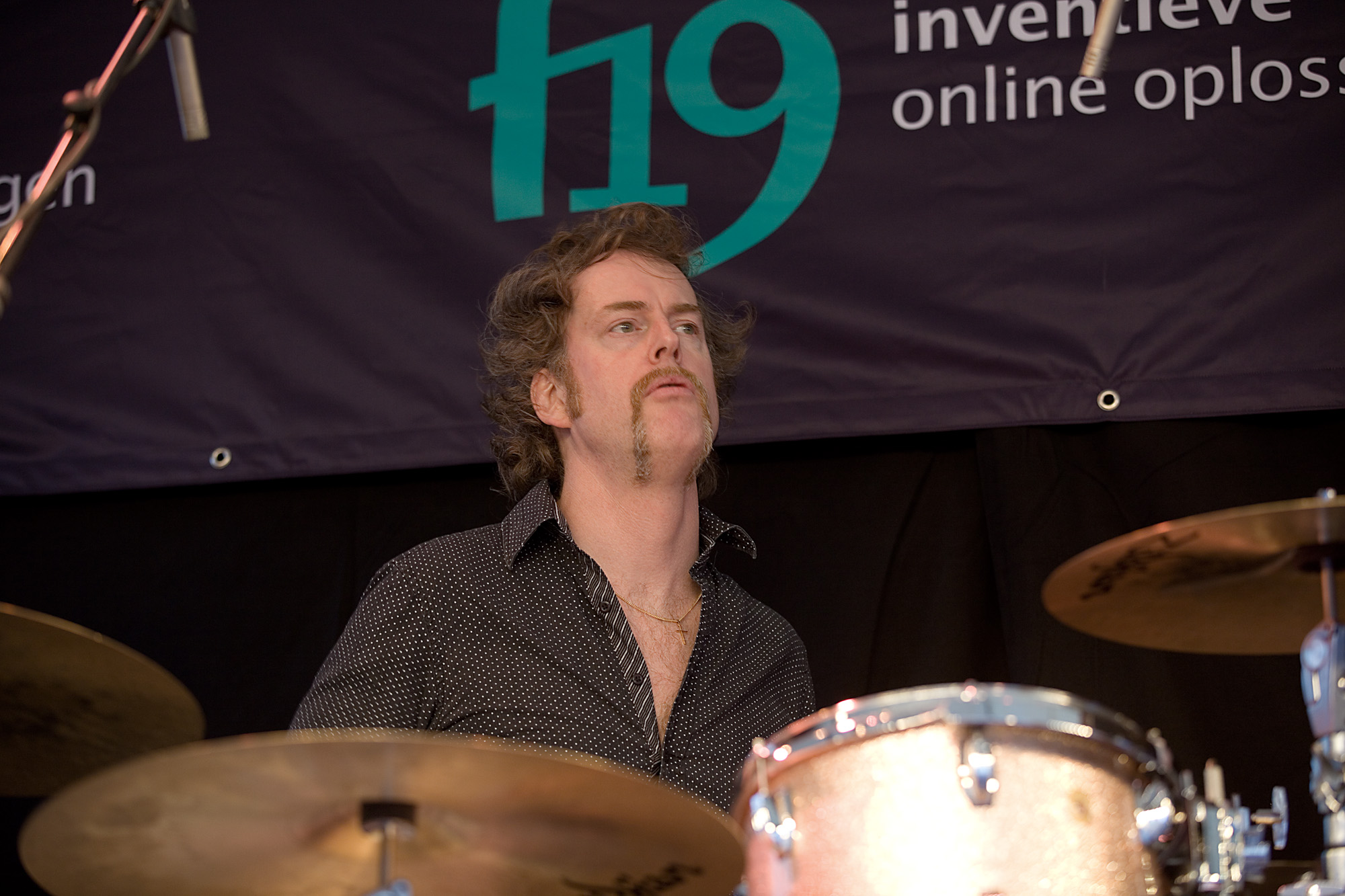
Joost Kroon
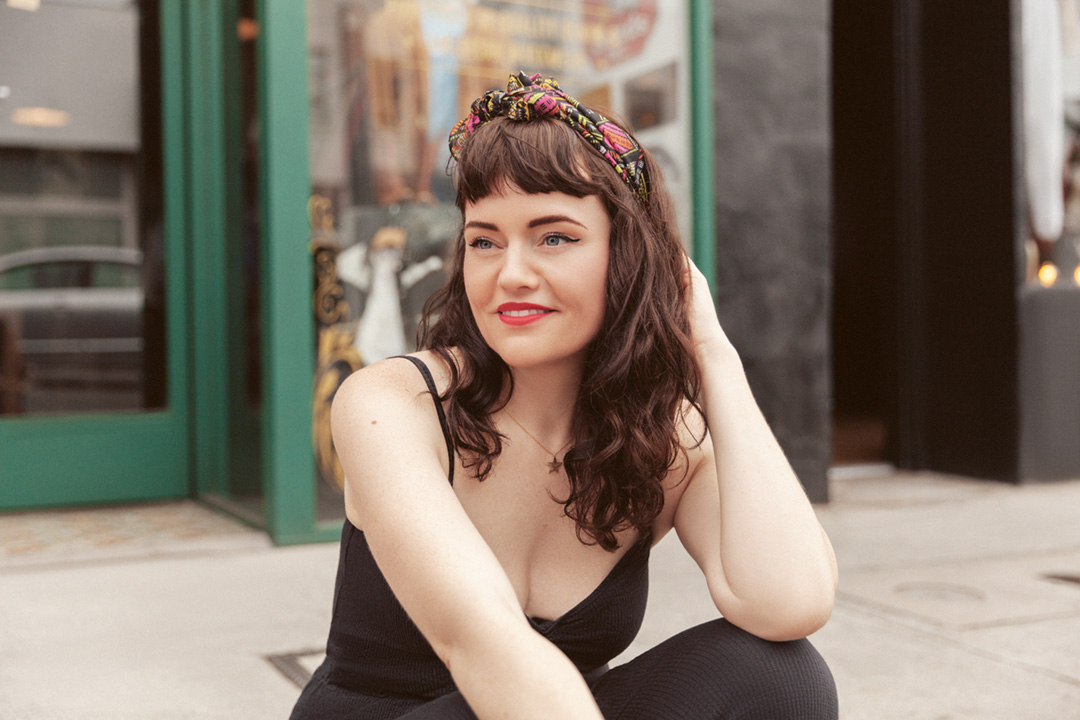
Jenny Lane
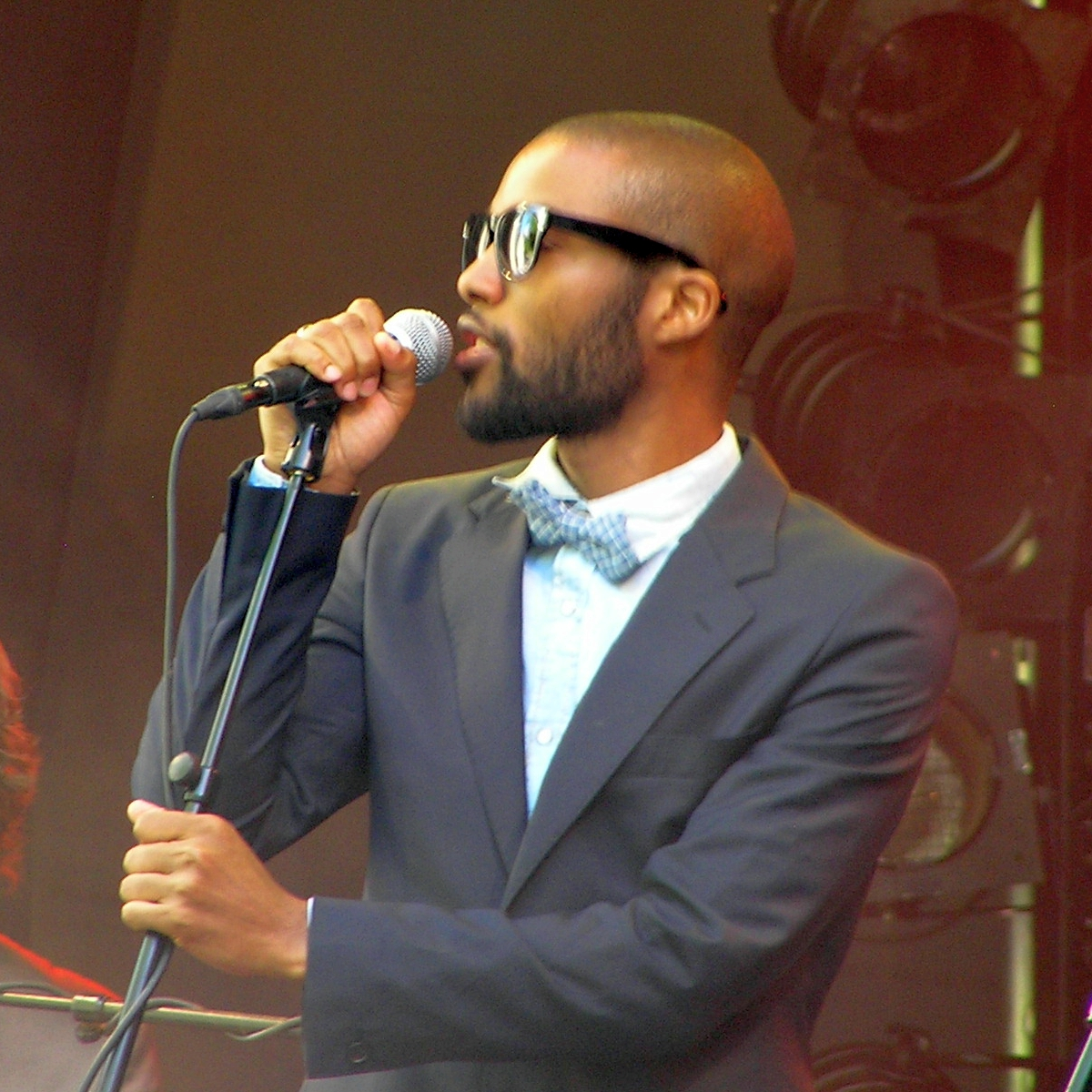
Ivan Peroti
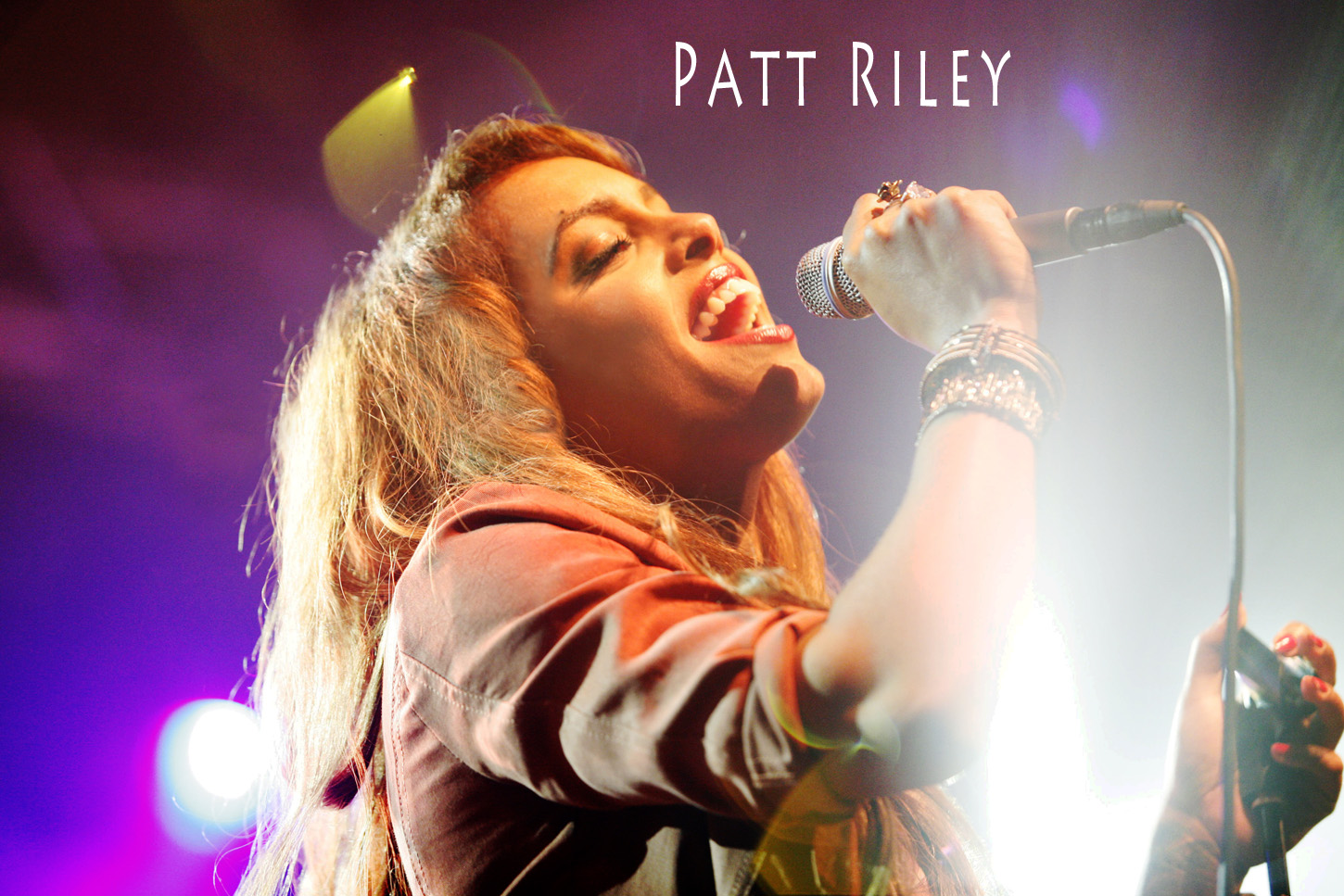
Patt Riley (Patty Lou / Patty Gaddum)

## Discografie

### Singles
- 2010 - Spinning Up
- 2010 - Looking Up, Turning Round
- 2011 - Oh Woman (met Ivan Peroti)
- 2011 - Hoopla (met Patt Riley)
- 2012 - Push Push (met Patt Riley)
- 2013 - Stuck In A Moment You Can't Get Out Of (Live @ 3FM, cover U2)
- 2013 - Happy People
- 2014 - The Usual Suspects
- 2015 - Empire

### Seven inch
- 2009 - Looking Up, Turning Round

### Albums
- 2007 - Live @ De Zwarte Ruiter
- 2010 - The Marmalade Sessions (gasten: Corrina Greyson, Benjamin Herman en Sherry Dyanne)
- 2011 - The Apple Field (vocals: Patt Riley en Ivan Peroti)
- 2013 - Live at Tivoli de Helling (vocals: Ivan Peroti en Jenny Lane)
- 2014 - The Usual Suspects (vocals: Ivan Peroti / backing vocals: Ivan Peroti & Patt Riley)
- 2015 - IV (vocals: Ivan Peroti)
- 2016 - Live (vocals: Ivan Peroti, Spike, Jett Rebel)
- 2017 - Rapture (vocals: Ivan Peroti)
- 2025 - Cosmic Gold

### Vinyl
- 2009 - Looking Up, Turning Round
- 2010 - The Marmalade Sessions
- 2011 - The Apple Field
- 2014 - The Usual Suspects
- 2015 - IV

### Dvd's
| Dvd's met hitnoteringen in de Nederlandse Music Top 30 | Datum van verschijnen | Datum van binnenkomst | Hoogste positie | Aantal weken | Opmerkingen |
| ------------------------------------------------------ | --------------------- | --------------------- | --------------- | ------------ | ----------- |
| Live at Tivoli de helling                              | 2013                  | 27-07-2013            | 27              | 2            |             |